# Dingle Foot
Dingle Foot est un homme politique britannique né le 24 août 1905 à Plymouth, dans le Devon, et mort le 18 juin 1978 à Hong Kong. Avocat de métier, il est député libéral de 1931 à 1945, puis travailliste de 1957 à 1970. Il occupe également le poste de solliciteur général de 1964 à 1967, au sein du premier gouvernement de Harold Wilson.

## Biographie
Dingle Foot est le fils aîné d'Isaac Foot, un avocat de Plymouth qui est député libéral de 1922 à 1924 et de 1929 à 1935. Après des études au Balliol College de l'université d'Oxford, Dingle Foot est appelé au barreau en 1930. Il est élu député de la circonscription de Dundee lors des élections générales de 1931, durant lesquelles il est le candidat du Parti libéral. Il est réélu en 1935 et occupe un poste de secrétaire parlementaire au ministère de l'Économie de guerre durant la Seconde Guerre mondiale. Il perd son siège à la Chambre des communes lors des élections de 1945.
Battu dans la circonscription de North Cornwall en 1950, Dingle Foot rejoint le Parti travailliste en 1956. Il est élu député l'année suivante, lors d'une élection partielle dans la circonscription d'Ipswich, et conserve ce siège jusqu'aux élections de 1970. Durant cette période, il occupe également le poste d'solliciteur général de 1964 à 1967, au sein du premier gouvernement de Harold Wilson.
Plusieurs frères de Dingle Foot font également carrière dans la politique, notamment Michael, chef du Parti travailliste de 1980 à 1983 et Hugh Foot (baron Caradon), diplomate et administrateur colonial.